# 2004년 하계 올림픽 트라이애슬론
2004년 하계 올림픽 트라이애슬론 경기는 2004년 8월 25일부터 26일까지 그리스 아테네에서 열렸다. 50명의 트라이애슬론 선수가 8월 25일에 여자부에서 활약했으며, 8월 26일에는 50명의 선수가 남자부에서 활약하여 총 100명의 선수를 배출했다. 
2003년 10월에 올림픽 개최전의 올림픽 예선이 있었고, 덴마크의 라스무스 헤닝과 오스트레일리아의 미켈리 존스가 남자부와 여자부에서 우승했다. 

## 메달리스트
| 종목                  | 금                     | 은                             | 동                     |
| --------------------- | ---------------------- | ------------------------------ | ---------------------- |
| 남자 개인 종합 자세히 | 해미시 카터 · 뉴질랜드 | 베반 도처티 · 뉴질랜드         | 스벤 리에데러 · 스위스 |
| 여자 개인 종합 자세히 | 카테 알렌 · 오스트리아 | 로레타 해로프 · 오스트레일리아 | 수잔 윌리엄스 · 미국   |

## 경기 일정
모든 경기 시간은 그리스 표준시 (UTC+2)
| 경기              | 날짜     | 시작 시간 |
| ----------------- | -------- | --------- |
| 여자 트라이애슬론 | 8월 25일 | 10:00     |
| 남자 트라이애슬론 | 8월 26일 | 10:00     |

## 메달 집계
| 순위 | 국가                 | 금메달 | 은메달 | 동메달 | 합계 |
| ---- | -------------------- | ------ | ------ | ------ | ---- |
| 1    | 뉴질랜드 (NZL)       | 1      | 1      | 0      | 2    |
| 2    | 오스트리아 (AUT)     | 1      | 0      | 0      | 1    |
| 3    | 오스트레일리아 (AUS) | 0      | 1      | 0      | 1    |
| 4    | 스위스 (SUI)         | 0      | 0      | 1      | 1    |
| 4    | 미국 (USA)           | 0      | 0      | 1      | 1    |